# Lijst van olympische medaillewinnaars voetbal
Voetbal is een van de olympische sporten die in teamverband op de Olympische Spelen worden beoefend. Deze pagina geeft de lijst van olympische medaillewinnaars in deze sport.

## Mannen
N.B. Bij meervoudige medaillewinnaars staan aantal medailles als (goud-zilver-brons) weergegeven.
| Editie | Goud | Zilver | Brons |
| ------ | --- | --- | --- |
| 1900   | Groot-Brittannië Claude Buckenham T. E. Burridge Alfred Chalk William Grosling A. Haslam J. H. Jones J. Nicholas William Quash F. G. Spackman Arthur Turner James Zealley | Frankrijk Pierre Allemane Louis Bach Alfred Bloch Fernand Canelle Duparc Eugène Fraysse Virgile Gaillard Georges Garnier R. Grandjean Lucien Huteau Marcel Lambert Maurice Macaine Gaston Peltier | België Albert Delbecque Hendrik van Heuckelum Raul Kelecom Marcel Leboutte Lucien Londot Ernest Moreau de Melen Eugène Neefs Georges Pelgrims Alphonse Renier Emile Spannoghe Eric Thornton |
| 1904   | Canada Otto Christman George Ducker John Fraser John Gourlay Alexander Hall Albert Henderson Albert Johnson Robert Lane Ernest Linton Gordon McDonald Frederick Steep Tom Taylor William Twaits | Verenigde Staten Charles Bartliff Warren Brittingham Oscar Brockmeyer Alexander Cudmore Charles January John January Thomas January Raymond Lawlor Joseph Lydon Louis Menges Peter Ratican | Verenigde Staten Joseph Brady George Cooke Thomas Cooke Cormic Cosgrove Dierkes Martin Dooling Frank Frost Claude Jameson Henry Jameson Johnson O'Connell Harry Tate |
| 1908   | Groot-Brittannië Horace Bailey Arthur Berry Frederick Chapman Walter Corbett Harold Hardman Robert Hawkes Kenneth Hunt Clyde Purnell Herbert Smith Harold Stapley Vivian Woodward | Denemarken Peter Marius Andersen Harald Bohr Charles Buchwald Ludvig Drescher Johannes Gandil Harald Hansen August Lindgren Kristian Middelboe Nils Middelboe Sophus Nielsen Oskar Nielsen-Nørland Bjørn Rasmussen Vilhelm Wolfhagen | Nederland Reinier Beeuwkes Frans de Bruyn Kops Jan Kok Bok de Korver Miel Mundt Lou Otten Jops Reeman Edu Snethlage Ed Sol Jan Thomée Caius Welcker |
| 1912   | Groot-Brittannië Arthur Berry (2-0-0) Vivian Woodward (2-0-0) Ronald Brebner Thomas Burn Joseph Dines Edward Hanney Gordon Hoare Arthur Knight Henry Littlewort Douglas McWhirter Ivan Sharpe Harold Stamper Harold Walden Gordon Wright                                                                                          | Denemarken Charles Buchwald (0-2-0) Harald Hansen (0-2-0) Nils Middelboe (0-2-0) Oskar Nielsen-Nørland (0-2-0) Sophus Nielsen (0-2-0) Vilhelm Wolfhagen (0-2-0) Paul Berth Hjalmar Christoffersen Sophus Hansen Emil Jørgensen Ivar Lykke Poul Nielsen Anthon Olsen Axel Petersen Axel Thufason                                             | Nederland Bok de Korver (0-0-2) Piet Bouman Joop Boutmy Nico Bouvy Jan van Breda Kolff Caesar ten Cate Constant Feith Gé Fortgens Just Göbel Huug de Groot Dirk Lotsy Jan van der Sluis Jan Vos Nico de Wolf David Wijnveldt |
| 1920   | België Félix Balyu Désiré Bastin Mathieu Bragard Robert Coppée Jean De Bie André Fierens Emile Hanse Georges Hebdin Henri Larnoe Joseph Musch Fernand Nisot Armand Swartenbroeks Louis Van Hege Oscar Verbeeck | Spanje Patricio Arabolaza Mariano Arrate Juan Artola José María Belauste Sabino Bilbao Ramón Equiazábal Ramón Gil Domingo Gómez-Acedo Silverio Izaguirre Rafael Moreno Luis Otero Francisco Pagazaurtundúa José Samitier Agustín Sancho Félix Sesúmaga Pedro Vallana Joaquín Vázquez Ricardo Zamora                                         | Nederland Arie Bieshaar Leo Bosschart Evert Jan Bulder Jaap Bulder Harry Dénis Jan van Dort Ber Groosjohan Felix von Heijden Frits Kuipers Dick MacNeill Jan de Natris Oscar van Rappard Henk Steeman Ben Verweij |
| 1924   | Uruguay José Andrade Pedro Arispe Pedro Céa Alfredo Ghierra Andrés Mazali José Nasazzi José Naya Pedro Petrone Ángel Romano Héctor Scarone Humberto Tomasina Santos Urdinarán José Vidal Alfredo Zibechi | Zwitserland Max Abegglen Félix Bédouret Walter Dietrich Karl Ehrenbolger Paul Fässler Edmond Kramer Adolphe Mengotti August Oberhauser Robert Pache Aaron Pollitz Hans Pulver Rudolf Ramseyer Adolphe Reymond Paul Schmiedlin Paul Sturzenegger                                                                                             | Zweden Axel Alfredsson Charles Brommesson Gustaf Carlsson Albin Dahl Sven Friberg Fritjof Hillén Konrad Hirsch Gunnar Holmberg Per Kaufeldt Tore Keller Rudolf Kock Sigfrid Lindberg Sven Lindqvist Evert Lundquist Sten Mellgren Sven Rydell Harry Sundberg Thorsten Svensson                                                                            |
| 1928   | Uruguay José Andrade (2-0-0) Pedro Arispe (2-0-0) Pedro Céa (2-0-0) Andrés Mazali (2-0-0) José Nasazzi (2-0-0) Pedro Petrone (2-0-0) Héctor Scarone (2-0-0) Santos Urdinarán (2-0-0) Juan Arremón René Borjas Antonio Campolo Adhemar Canavesi Héctor Castro Lorenzo Fernández Roberto Figueroa Alvaro Gestido Juan Piriz         | Argentinië Ludovico Bidoglio Ángel Bosio Saúl Calandra Adolfo Carricaberry Roberto Cherro Octavio Díaz Juan Evaristo Manuel Ferreira Enrique Gainzarain Ángel Médici Luis Monti Rodolfo Orlandini Raimundo Orsi Fernando Paternoster Feliciano Perducca Domingo Tarasconi                                                                   | Italië Adolfo Baloncieri Elvio Banchero Delfo Bellini Fulvio Bernardini Umberto Caligaris Gianpiero Combi Giovanni De Prà Pietro Genovesi Antonio Janni Virgilio Levratto Mario Magnozzi Silvio Pietroboni Alfredo Pitto Enrico Rivolta Virginio Rosetta Gino Rossetti Angelo Schiavio                                                                    |
| 1936   | Italië Giuseppe Baldo Sergio Bertoni Carlo Biagi Giulio Cappelli Alfredo Foni Annibale Frossi Francesco Gabriotti Ugo Locatelli Libero Marchini Alfonso Negro Achille Piccini Pietro Rava Luigi Scarabello Bruno Venturini | Oostenrijk Franz Fuchsberger Max Hofmeister Eduard Kainberger Karl Kainberger Martin Kargl Josef Kitzmüller Anton Krenn Ernst Künz Adolf Laudon Franz Mandl Klement Steinmetz Karl Wahlmüller Walter Werginz | Noorwegen Arne Brustad Nils Eriksen Odd Frantzen Sverre Hansen Rolf Holmberg Øivind Holmsen Fredrik Horn Magnar Isaksen Henry Johansen Jørgen Juve Reidar Kvammen Alf Martinsen Magdalon Monsen Frithjof Ulleberg |
| 1948   | Zweden Sune Andersson Henry Carlsson Gunnar Gren Börje Leander Nils Liedholm Torsten Lindberg Erik Nilsson Bertil Nordahl Gunnar Nordahl Knut Nordahl Kjell Rósen Birger Rosengren | Joegoslavië Aleksandar Atanacković Stjepan Bobek Miroslav Brozović Željko Čajkovski Zlatko Čajkovski Zvonimir Cimermančić Miodrag Jovanović Ljubomir Lovrić Prvoslav Mihajlović Rajko Mitić Franjo Šoštarić Branko Stanković Kosta Tomašević Franjo Velfl Bernard Vukas                                                                     | Denemarken John Hansen Karl Aage Hansen Ivan Jensen Viggo Jensen Knud Lundberg Eigil Nielsen Dion Ørnvold Knud Børge Overgaard Axel Pilmark Johannes Pløger Carl Aage Præst Holger Seebach Jørgen Leschly Sørensen |
| 1952   | Hongarije József Bozsik László Budai Jenő Buzánszky Lajos Csordás Zoltán Czibor Jenő Dálnoki Gyula Grosics Nándor Hidegkuti Sándor Kocsis Imre Kovács Mihály Lantos Gyula Lóránt Péter Palotás Ferenc Puskás József Zakariás | Joegoslavië Stjepan Bobek (0-2-0) Zlatko Čajkovski (0-2-0) Rajko Mitić (0-2-0) Branko Stanković (0-2-0) Bernard Vukas (0-2-0) Vladimir Beara Vujadin Boškov Tomislav Crnkovic Ivan Horvat Tihomir Ognjanov Branko Zebec | Zweden Olle Åhlund Sylve Bengtsson Yngve Brodd Bengt Gustavsson Holger Hansson Gösta Lindh Gösta Löfgren Erik Nilsson Ingvar Rydell Lennart Samuelsson Gösta Sandberg Karl Svensson |
| 1956   | Sovjet-Unie Anatoli Basjasjkin Iosif Betsa Anatoli Iljin Anatoli Isayev Valentin Ivanov Boris Koeznetsov Anatoli Masljonkin Igor Netto Michail Ogonkov Aleksej Paramonov Boris Razinsky Vladimir Ryzhkin Sergej Salnikov Nikita Simonjan Edoeard Streltsov Boris Tatoesjin Nikolaj Tisjtsjenko Lev Jasjin                         | Joegoslavië Sava Antić Ibrahim Biogradlić Mladen Koščak Dobroslav Krstić Luka Liposinović Muhamed Mujić Zlatko Papec Petar Radenković Nikola Radović Ivan Šantek Dragoslav Šekularac Ljubiša Spajić Todor Veselinović Blagoje Vidinić | Bulgarije Stefan Bozhkov Todor Diev Georgi Dimitrov Nikolov Ivan Kolev Nikola Kovachev Manol Manolov Dimitar Milanov Georgi Naydenov Milcho Nikolov Panayot Panayotov Kiril Rakarov Gavril Stoyanov Krum Yanev Yosif Yosifov |
| 1960   | Joegoslavië Blagoje Vidinić (1-1-0) Andrija Anković Vladimir Durković Milan Galić Fahrudin Jusufi Tomislav Knez Borivoje Kostić Aleksandar Kozlina Dušan Maravić Željko Matuš Željko Perušić Novak Roganović Velimir Sombolac Milutin Šoškic Silvester Takač Ante Zanetić                                                         | Denemarken Paul Andersen John Danielsen Henning Enoksen Henry From Bent Hansen Poul Jensen Hans Christian Nielsen Flemming Nielsen Harald Nielsen Poul Pedersen Jørn Sørensen Tommy Troelsen | Hongarije Flórián Albert Jenő Dálnoki Zoltán Dudás János Dunai Lajos Faragó János Göröcs Ferenc Kovács Dezső Novák Pál Orosz Tibor Pál Gyula Rákosi Imre Sátori Ernő Solymosi Gábor Török Pál Várhidi Oszkár Vilezsál |
| 1964   | Hongarije Dezső Novák (1-0-1) Ferenc Bene Tibor Csernai János Farkas József Gelei Kálmán Ihász Sándor Katona Imre Komora Ferenc Nógrádi Árpád Orbán Károly Palotai Antal Szentmihályi Gusztáv Szepesi Zoltán Varga | Tsjecho-Slowakije Jan Brumovský Ludovít Cvetler Ján Geleta František Knebort Karel Knesl Karel Lichtnégl Vojtech Masný Štefan Matlák Ivan Mráz Karel Nepomucký Zdeněk Pičman František Schmucker Anton Švajlen Anton Urban František Valošek Josef Vojta Vladimír Weiss                                                                     | Duits eenheidsteam Wolfgang Barthels Bernd Bauchspieß Dieter Engelhardt Otto Fräßdorf Henning Frenzel Manfred Geisler Jürgen Heinsch Gerhard Körner Klaus Lisiewicz Jürgen Nöldner Herbert Pankau Peter Rock Klaus-Dieter Seehaus Hermann Stöcker Werner Unger Klaus Urbanczyk Eberhard Vogel Manfred Walter Horst Weigang                                |
| 1968   | Hongarije Dezső Novák (2-0-1) István Básti Antal Dunai Lajos Dunai Károly Fatér László Fazekas István Juhász László Keglovich Lajos Kocsis Iván Menczel László Nagy Ernő Noskó Miklós Páncsics István Sárközi Miklós Szalai Zoltan Szarka Lajos Szűcs                                                                             | Bulgarije Tsvetan Dimitrov Yancho Dimitrov Asparuh Donev Milko Gaydarski Ivaylo Georgiev Atanas Gerov Mihail Gyonin Georgi Hristakiev Atanas Hhristov Kiril Hristov Georgi Ivanov Kiril Ivkov Todor Nikolov Evgeni Yanchovski Stoyan Yordanov Ivan Zafirov Petar Zhekov                                                                     | Japan Kunishige Kamamoto Mitsuo Kamata Hiroshi Katayama Yasuyuki Kuwahara Ikuo Matsumoto Masakatsu Miyamoto Teruki Miyamoto Takaji Mori Aritatsu Ogi Ryuichi Sugiyama Kiyoshi Tomizawa Masashi Watanabe Shigeo Yaegashi Yoshitada Yamaguchi Kenzo Yokoyama Eizo Yuguchi                                                                                   |
| 1972   | Polen Zygmunt Anczok Lesław Ćmikiewicz Kazimierz Deyna Robert Gadocha Jerzy Gorgoń Zbigniew Gut Kazimierz Kmiecik Hubert Kostka Jerzy Kraska Grzegorz Lato Włodzimierz Lubański Joachim Marx Zygmunt Maszczyk Marian Ostafiński Zygfryd Szołtysik Antoni Szymanowski Ryszard Szymczak                                             | Hongarije Antal Dunai (1-1-0) Lajos Kocsis (1-1-0) Miklós Páncsics (1-1-0) Lajos Szűcs (1-1-0) László Bálint László Branikovics Ede Dunai István Géczi Péter Juhász József Kovács Mihály Kozma Lajos Kű Adám Rothermel Kálmán Tóth Béla Váradi Péter Vépi Csaba Vidács                                                                      | DDR Eberhard Vogel (0-0-2) Bernd Bransch Jürgen Croy Peter Ducke Frank Ganzera Reinhard Häfner Harald Irmscher Hans-Jürgen Kreische Lothar Kurbjuweit Jürgen Pommerenke Ralf Schulenberg Wolfgang Seguin Jürgen Sparwasser Joachim Streich Siegmar Watzlich Konrad Weise Manfred Zapf                                                                     |
| 1972   | Polen Zygmunt Anczok Lesław Ćmikiewicz Kazimierz Deyna Robert Gadocha Jerzy Gorgoń Zbigniew Gut Kazimierz Kmiecik Hubert Kostka Jerzy Kraska Grzegorz Lato Włodzimierz Lubański Joachim Marx Zygmunt Maszczyk Marian Ostafiński Zygfryd Szołtysik Antoni Szymanowski Ryszard Szymczak                                             | Hongarije Antal Dunai (1-1-0) Lajos Kocsis (1-1-0) Miklós Páncsics (1-1-0) Lajos Szűcs (1-1-0) László Bálint László Branikovics Ede Dunai István Géczi Péter Juhász József Kovács Mihály Kozma Lajos Kű Adám Rothermel Kálmán Tóth Béla Váradi Péter Vépi Csaba Vidács                                                                      | Sovjet-Unie Arkadi Andreasjan Oleh Blochin Revaz Dzodzoeasjvli Joeri Istomin Andrej Jakoebik Joeri Jelisejev Gennadi Jevrjoezjchin Vladimir Kaplitsjny Moertaz Choertsilava Viktor Kolotov Anatoli Koeksov Jevgeni Lovtsjev Sergej Olsjanski Vladimir Onisjtsjenko Vladimir Pilgoej Jevgeni Roedakov Jozjef Sabo Vjatsjeslav Semjonov Oganes Zanazanjan   |
| 1976   | DDR Bernd Bransch (1-0-1) Jürgen Croy (1-0-1) Reinhard Häfner (1-0-1) Lothar Kurbjuweit (1-0-1) Konrad Weise (1-0-1) Hans-Jürgen Dörner Hans-Ulrich Grapenthin Wilfried Gröbner Gert Heidler Martin Hoffmann Gerd Kische Reinhard Lauck Wolfram Löwe Dieter Riedel Hans-Jürgen Riediger Hartmut Schade Gerd Weber                 | Polen Lesław Ćmikiewicz (1-1-0) Kazimierz Deyna (1-1-0) Grzegorz Lato (1-1-0) Kazimierz Kmiecik (1-1-0) Antoni Szymanowski (1-1-0) Jan Benigier Jerzy Gorgoń Henryk Kasperczak Zygmunt Maszczyk Piotr Mowlik Roman Ogaza Wojciech Rudy Andrzej Szarmach Jan Tomaszewski Henryk Wawrowski Henryk Wieczorek Władysław Żmuda                   | Sovjet-Unie Oleh Blochin (0-0-2) Viktor Kolotov (0-0-2) Vladimir Onisjtsjenko (0-0-2) Vladimir Astapovsky Leonid Boerjak Michajlo Fomenko Vladimir Fjodorov Anatoly Konkov Viktor Matvijenko Aleksandr Minayev Leonid Nazarenko Stefan Resjko Vladimir Trosjkin Vladimir Veremeev Viktor Zvjagintsev                                                      |
| 1980   | Tsjecho-Slowakije Jan Berger František Kunzo Werner Lička Luděk Macela Josef Mazura Petr Němec Luboš Pokluda Libor Radimec Oldřich Rott Zdeněk Rygel Stanislav Seman Zdeněk Šreiner František Štambacher Jindřich Svoboda Rostislav Václavíček Ladislav Vízek                                                                     | DDR Jurgen Bahringer Frank Baum Lothar Hause Bernd Jakubowski Dieter Kühn Matthias Liebers Matthias Müller Wolf-Rudiger Netz Werner Peter Bodo Rudwaleit Rudiger Schnuphase Wolfgang Steinbach Frank Terletzki Traudl Trautmann Norbert Trieloff Frank Uhlig Arthur Ullrich                                                                 | Sovjet-Unie Sergej Andrejev Sergei Baltatsja Vladimir Bessonov Rinat Dasayev Joeri Gavrilov Valery Gazzaev Khoren Hovhannisyan Vagiz Chidijatoellin Sergei Nikulin Vladimir Pilguy Aleksandr Prokopenko Oleg Romantsev Sergej Shavlo Tengiz Soelakvelidze Revaz Tsjelebadze Fjodor Tsjerenkov Aleksandr Tsjivadze                                         |
| 1984   | Frankrijk William Ayache Michel Bibard Dominique Bijotat François Brisson Patrick Cubaynes Patrice Garande Philippe Jeannol Guy Lacombe Jean-Claude Lemoult Jean Philippe Rohr Albert Rust Didier Senac Jean-Christophe Thouvenel Jose Toure Daniel Xuereb Jean Louis Zanon                                                       | Brazilië Ademir Chicão Milton Cruz Davi Dunga Mauro Galvão Gilmar Andre Luiz Ferreira Kita Pinga Gilmar Popoca Ronaldo Paulo Santos Silvinho Tonho Luiz Carlos Winck | Joegoslavië Mirsad Baljić Mehmed Baždarević Vlado Capljić Borislav Cvetković Stjepan Deverić Milko Ðurovski Marko Elsner Nenad Gracan Tomislav Ivković Srečko Katanec Branko Miljus Mitar Mrkela Jovica Nikolić Ivan Pudar Ljubomir Radanović Admir Smajić Dragan Stojković                                                                               |
| 1988   | Sovjet-Unie Aleksandr Borodjoek Oleksiy Cherednyk Igor Dobrovolski Sergei Fokin Sergei Gorlukovich Arvydas Janonis Evgeni Jarovenko Gela Ketashvili Dmitri Charine Jevgeni Koeznetsov Viktor Losev Vladimir Liuty Oleksij Mychajlytsjenko Arminas Narbekovas Igor Ponomaryov Yuri Savichev Igor Sklyarov Vladimir Tatarchuk       | Brazilië Ademir (0-2-0) Luiz Carlos Winck (0-2-0) Aloísio Andrade Batista Bebeto Careca André Cruz Edmar Geovani João Paulo Jorginho Paulista Milton Neto Romário Taffarel | Bondsrepubliek Duitsland Rudolf Bommer Holger Fach Wolfgang Funkel Armin Görtz Roland Grahammer Thomas Häßler Thomas Hörster Olaf Janßen Uwe Kamps Gerhard Kleppinger Jürgen Klinsmann Frank Mill Karlheinz Riedle Christian Schreier Michael Schulz Ralf Sievers Fritz Walter Wolfram Wuttke                                                             |
| 1992   | Spanje José Emilio Amavisca Rafael Berges Abelardo Fernández Albert Ferrer Josep Guardiola Miguel Hernández Sánchez Antonio Jimenez Sistachs Mikel Lasa Juan Manuel López Luis Enrique Martínez García Kiko Narváez Alfonso Pérez Antonio Pinilla Francisco Soler Atencia Roberto Solozábal Gabriel Vidal David Villabona         | Polen Dariusz Adamczuk Marek Bajor Jerzy Brzęczek Dariusz Gęsior Marcin Jałocha Andrzej Juskowiak Aleksander Kłak Andrzej Kobylański Wojciech Kowalczyk Marek Koźmiński Tomasz Łapiński Grzegorz Mielcarski Ryszard Staniek Piotr Świerczewski Tomasz Wałdoch Mirosław Walogóra                                                             | Ghana Joachin Yaw Acheampong Simon Addo Sammi Adjei Mamood Amadu Frank Amankwah Bernard Aryee Isaac Asare Kwame Ayew Ibrahim Dossey Mohammed Gargo Maxwell Konadu Samuel Osei Kuffour Mohammed Dramani Kalilu Samuel Kumah Nii Lamptey Anthony Mensah Alex Nyarko Yaw Preko Shamo Quaye Oli Rahman                                                        |
| 1996   | Nigeria Daniel Amokachi Emmanuel Amunike Tijani Babangida Celestine Babayaro Joseph Dosu Teslim Fatusi Victor Ikpeba Nwankwo Kanu Garba Lawal Abiodon Obafemi Uche Okechukwu Jay-Jay Okocha Sunday Oliseh Mobi Oparaku Wilson Oruma Taribo West                                                                                   | Argentinië Matias Almeyda Roberto Ayala Christian Bassedas Carlos Bossio Pablo Cavallero José Chamot Hernán Crespo Marcelo Delgado Marcelo Gallardo Claudio López Gustavo Adrián López Hugo Morales Ariel Ortega Pablo Paz Hector Pineda Roberto Sensini Diego Simeone Javier Zanetti                                                       | Brazilië Bebeto (0-1-1) Aldair Amaral André Flávio Conceição Dida Ronaldo Guiaro Juninho Paulista Luizão Narciso Marcelinho Paulista Rivaldo Roberto Carlos Ronaldo Sávio Zé Elias Zé María |
| 2000   | Kameroen Patrice Abanda Nicolas Alnoudji Clément Beaud Daniel Bekono Serge Branco Joël Epalle Samuel Eto'o Geremi Carlos Kameni Lauren Etame Mayer Modeste M'bami Patrick M’Boma Serge Mimpo Albert Meyong Daniel Ngom Komé Aaron Nguimbat Patrick Suffo Pierre Wome                                                              | Spanje David Albelda Iván Amaya Miguel Ángel Angulo Daniel Aranzubia Joan Capdevila Jordi Ferrón Gabri García Xavier Hernández Jesus María Lacruz Albert Luque Carlos Marchena Carles Puyol José María Romero Ismael Ruiz Raúl Tamudo Toni Velamazán Unai Vergara                                                                           | Chili Cristian Álvarez Francisco Arrué Pablo Contreras Sebastián González David Henríquez Manuel Ibarra Claudio Maldonado Reinaldo Navia Rodrigo Núñez Rafael Olarra Patricio Ormazábal David Pizarro Pedro Reyes Mauricio Rojas Nelson Tapia Rodrigo Tello Iván Zamorano                                                                                 |
| 2004   | Argentinië Roberto Ayala Nicolás Burdisso Fabricio Coloccini Andrés D'Alessandro César Delgado Kily González Lucho González Mariano González Gabriel Heinze Germán Lux Javier Mascherano Nicolás Medina Clemente Rodríguez Mauro Rosales Javier Saviola Carlos Tévez                                                              | Paraguay Fredy Barreiro Diego Barreto Edgar Barreto Pedro Benitez José Cardozo Ernesto Cristaldo José Devaca Osvaldo Díaz Julio César Enciso Celso Esquivel Diego Figueredo Carlos Gamarra Pablo Giménez Julio González Julio Manzur Emilio Martínez Aureliano Torres                                                                       | Italië Andrea Barzagli Daniele Bonera Cesare Bovo Giorgio Chiellini Daniele De Rossi Simone Del Nero Marco Donadel Matteo Ferrari Andrea Gasbarroni Alberto Gilardino Giandomenico Mesto Emiliano Moretti Angelo Palombo Giampiero Pinzi Andrea Pirlo Ivan Pelizzoli Giuseppe Sculli                                                                      |
| 2008   | Argentinië Javier Mascherano (2-0-0) Lautaro Acosta Sergio Agüero Éver Banega Diego Buonanotte Ángel Di María Federico Fazio Fernando Gago Ezequiel Garay Ezequiel Lavezzi Lionel Messi Fabián Monzón Nicolás Pareja Juan Román Riquelme Sergio Romero José Ernesto Sosa Óscar Ustari Pablo Zabaleta                              | Nigeria Olubayo Adefemi Dele Adeleye Oluwafemi Ajilore Efe Ambrose Victor Anichebe Onyekachi Apam Emmanuel Ekpo Promise Isaac Monday James Sani Kaita Victor Nsofor Obinna Peter Odemwingie Chinedu Obasi Ogbuke Chibuzor Okonkwo Solomon Okoronkwo Ambruse Vanzekin                                                                        | Brazilië Alex Silva Alexandre Pato Anderson Breno Diego Hernanes Ilsinho Jô Lucas Leiva Marcelo Rafael Sóbis Rafinha Ramires Renan Ronaldinho Thiago Neves Thiago Silva |
| 2012   | Mexico Javier Aquino Néstor Araujo Darvin Chávez Jesús Corona Javier Cortés Jorge Enríquez Héctor Herrera Israel Jiménez Raúl Jiménez Hiram Mier Marco Fabián Oribe Peralta Miguel Ángel Ponce Diego Reyes José Rodríguez Carlos Salcido Giovani dos Santos Nestor Vidrio                                                         | Brazilië Alexandre Pato (0-1-1) Marcelo (0-1-1) Thiago Silva (0-1-1) Alex Sandro Bruno Uvini Danilo Ganso Hulk Juan Jesus Leandro Damião Lucas Moura Neto Neymar Oscar Rafael Rafael Cabral Rômulo Sandro | Zuid-Korea Baek Sung-dong Han Kook-young Hwang Seok-ho Ji Dong-won Jung Sung-ryong Ki Sung-yueng Kim Bo-kyung Kim Chang-soo Kim Hyun-sung Kim Kee-hee Kim Young-gwon Koo Ja-cheol Lee Beom-young Nam Tae-hee Oh Jae-suk Park Chu-young Park Jong-woo Yun Suk-young                                                                                        |
| 2016   | Brazilië Neymar (1-1-0) Felipe Anderson Renato Augusto Rodrigo Caio Rodrigo Dourado Gabriel Luan Garcia Gabriel Jesus Luan Thiago Maia Marquinhos Rafinha Douglas Santos Uilson Walace Weverton William Zeca | Duitsland Robert Bauer Lars Bender Sven Bender Julian Brandt Max Christiansen Matthias Ginter Leon Goretzka Timo Horn Jannik Huth Lukas Klostermann Philipp Max Max Meyer Eric Oelschlägel Nils Petersen Grischa Prömel Davie Selke Niklas Süle Jeremy Toljan Serge Gnabry                                                                  | Nigeria Shehu Abdullahi Junior Ajayi Daniel Akpeyi Stanley Amuzie Emmanuel Daniel Saturday Erimuya Oghenekaro Etebo Imoh Ezekiel Kingsley Madu John Obi Mikel Usman Mohammed Azubuike Okechukwu Umar Sadiq Popoola Saliu Muenfuh Sincere William Troost-Ekong Ndifreke Udo Aminu Umar                                                                     |
| 2020   | Brazilië Dani Alves Antony Guilherme Arana Brenno Diego Carlos Claudinho Matheus Cunha Bruno Fuchs Ricardo Graça Bruno Guimarães Matheus Henrique Lucão Douglas Luiz Malcom Gabriel Martinelli Gabriel Menino Nino Paulinho Reinier Richarlison Santos Abner Vinícius                                                             | Spanje Marco Asensio Dani Ceballos Marc Cucurella Álvaro Fernández Eric García Bryan Gil Óscar Gil Mikel Merino Óscar Mingueza Rafa Mir Juan Miranda Jon Moncayola Dani Olmo Mikel Oyarzabal Pedri Javi Puado Unai Simón Carlos Soler Pau Torres Jesús Vallejo Iván Villar Martín Zubimendi                                                 | Mexico Eduardo Aguirre Érick Aguirre Roberto Alvarado Jesús Alberto Angulo Jesús Ricardo Angulo Uriel Antuna Fernando Beltrán Sebastián Córdova José Joaquín Esquivel Sebastián Jurado Diego Lainez Vladimir Loroña Luis Malagón Henry Martín César Montes Adrián Mora Guillermo Ochoa Carlos Rodríguez Luis Romo Jorge Sánchez Johan Vásquez Alexis Vega |
| 2024   | Spanje Eric García (1-1-0) Juan Miranda (1-1-0) Álex Baena Pablo Barrios Adrián Bernabé Sergio Camello Pau Cubarsí Joan García Sergio Gómez Miguel Gutiérrez Alejandro Iturbe Diego López Fermín López Cristhian Mosquera Samu Omorodion Aimar Oroz Jon Pacheco Marc Pubill Abel Ruiz Juanlu Sánchez Arnau Tenas Beñat Turrientes | Frankrijk Maghnes Akliouche Loïc Badé Rayan Cherki Joris Chotard Andy Diouf Désiré Doué Arnaud Kalimuendo Manu Koné Alexandre Lacazette Johann Lepenant Bradley Locko Castello Lukeba Soungoutou Magassa Jean-Philippe Mateta Chrislain Matsima Enzo Millot Obed Nkambadio Michael Olise Guillaume Restes Kiliann Sildillia Adrien Truffert | Marokko Ilias Akhomach Eliesse Ben Seghir Benjamin Bouchouari Mehdi Boukamir Oussama El Azzouzi Bilal El Khannous Zakaria El Ouahdi Abde Ezzalzouli Rachid Ghanimi Achraf Hakimi Yassine Kechta Haytam Manaout El Mehdi Maouhoub Munir Mohamedi Akram Nakach Soufiane Rahimi Amir Richardson Adil Tahif Oussama Targhalline                               |

| Land | Goud | Zilver | Brons |
| ---- | ---- | ------ | ----- |
| HUN  | 3    | 1      | 1     |
| GBR  | 3    | 0      | 0     |
| BRA  | 2    | 3      | 2     |
| ESP  | 2    | 3      | 0     |
| ARG  | 2    | 2      | 0     |
| URS  | 2    | 0      | 3     |
| URU  | 2    | 0      | 0     |
| YUG  | 1    | 3      | 1     |
| FRA  | 1    | 2      | 0     |
| POL  | 1    | 2      | 0     |
| GDR  | 1    | 1      | 1     |
| NGR  | 1    | 1      | 1     |
| TCH  | 1    | 1      | 0     |
| ITA  | 1    | 0      | 2     |
| SWE  | 1    | 0      | 2     |
| BEL  | 1    | 0      | 1     |
| MEX  | 1    | 0      | 1     |
| CAN  | 1    | 0      | 0     |
| CMR  | 1    | 0      | 0     |
| DEN  | 0    | 3      | 1     |
| BUL  | 0    | 1      | 1     |
| USA  | 0    | 1      | 1     |
| AUT  | 0    | 1      | 0     |
| GER  | 0    | 1      | 0     |
| PAR  | 0    | 1      | 0     |
| SUI  | 0    | 1      | 0     |
| NED  | 0    | 0      | 3     |
| CHI  | 0    | 0      | 1     |
| EUA  | 0    | 0      | 1     |
| FRG  | 0    | 0      | 1     |
| GHA  | 0    | 0      | 1     |
| JPN  | 0    | 0      | 1     |
| KOR  | 0    | 0      | 1     |
| NOR  | 0    | 0      | 1     |
| MAR  | 0    | 0      | 1     |

## Vrouwen
N.B. Bij meervoudige medaillewinnaars staan aantal medailles als (goud-zilver-brons) weergegeven.
| Editie | Goud | Zilver | Brons |
| ------ | --- | --- | --- |
| 1996   | Verenigde Staten Michelle Akers Brandi Chastain Joy Fawcett Julie Foudy Carin Gabarra Mia Hamm Kristine Lilly Shannon MacMillan Tiffeny Milbrett Carla Overbeck Cindy Parlow Tiffany Roberts Briana Scurry Tisha Venturini | China Chen Yufeng Fan Yunjie Gao Hong Liu Ailing Liu Ying Shi Guihong Shui Qingxia Sun Qingmei Sun Wen Wang Liping Wei Haiying Wen Lirong Xie Huilin Yu Hongqi Zhao Lihong | Noorwegen Ann Kristin Aarønes Agnete Carlsen Gro Espeseth Tone Gunn Frustøl Tone Haugen Linda Medalen Merete Myklebust Bente Nordby Anne Nymark Andersen Nina Nymark Andersen Marianne Pettersen Hege Riise Brit Sandaune Heidi Støre Tina Svensson Trine Tangeraas |
| 2000   | Noorwegen Gro Espeseth (1-0-1) Bente Nordby (1-0-1) Marianne Pettersen (1-0-1) Hege Riise (1-0-1) Brit Sandaune (1-0-1) Kristin Bekkevold Ragnhild Gulbrandsen Solveig Gulbrandsen Christine Bøe Jensen Silje Jørgensen Monica Knudsen Gøril Kringen Unni Lehn Dagny Mellgren Anita Rapp Anne Tønnessen | Verenigde Staten Brandi Chastain (1-1-0) Joy Fawcett (1-1-0) Julie Foudy (1-1-0) Mia Hamm (1-1-0) Kristine Lilly (1-1-0) Shannon MacMillan (1-1-0) Tiffeny Milbrett (1-1-0) Cindy Parlow (1-1-0) Lorrie Fair Siri Mullinix Christie Pearce Nikki Serlenga Kate Sobrero | Duitsland Nicole Brandebusemeyer Doris Fitschen Jeannette Götte Stefanie Gottschlich Inka Grings Ariane Hingst Melanie Hoffmann Steffi Jones Renate Lingor Maren Meinert Sandra Minnert Claudia Mueller Birgit Prinz Silke Rottenberg Kerstin Stegemann Bettina Wiegmann Tina Wunderlich                                                                                           |
| 2004   | Verenigde Staten Brandi Chastain (2-1-0) Joy Fawcett (2-1-0) Julie Foudy (2-1-0) Mia Hamm (2-1-0) Kristine Lilly (2-1-0) Cindy Parlow (2-1-0) Briana Scurry (2-0-0) Christie Pearce-Rampone (1-1-0) Kate Sobrero-Markgraf (1-1-0) Shannon Boxx Angela Hucles Heather Mitts Heather O'Reilly Cat Reddick Lindsay Tarpley Aly Wagner Abby Wambach                                                                                          | Brazilië Aline Andréia Cristiane Daniela Elaine Formiga Grazielle Juliana Kelly Christina Kóki Marta Maycon Mônica Pretinha Rosana Roseli Tânia Maranhão | Duitsland Ariane Hingst (0-0-2) Steffi Jones (0-0-2) Renate Lingor (0-0-2) Sandra Minnert (0-0-2) Birgit Prinz (0-0-2) Silke Rottenberg (0-0-2) Kerstin Stegeman (0-0-2) Isabell Bachor Sonja Fuss Kerstin Garefrekes Sarah Günther Martina Müller Viola Odebrecht Navina Omilade Conny Pohlers Petra Wimbersky Pia Wunderlich                                                     |
| 2008   | Verenigde Staten Christie Pearce-Rampone (2-1-0) Kate Sobrero-Markgraf (2-1-0) Shannon Boxx (2-0-0) Angela Hucles (2-0-0) Heather Mitts (2-0-0) Heather O'Reilly (2-0-0) Lindsay Tarpley (2-0-0) Aly Wagner (2-0-0) Rachel Buehler Lori Chalupny Lauren Cheney Stephanie Cox Tobin Heath Natasha Kai Carli Lloyd Amy Rodriguez Hope Solo                                                                                                 | Brazilië Andréia (0-2-0) Cristiane (0-2-0) Daniela (0-2-0) Formiga (0-2-0) Kóki (0-2-0) Marta (0-2-0) Maycon (0-2-0) Pretinha (0-2-0) Rosana (0-2-0) Tânia Maranhão (0-2-0) Andréia Rosa Bárbara Érika Ester Fabiana Francielle Maurine Simone | Duitsland Ariane Hingst (0-0-3) Renate Lingor (0-0-3) Birgit Prinz (0-0-3) Kerstin Stegemann (0-0-3) Kerstin Garefrekes (0-0-2) Conny Pohlers (0-0-2) Nadine Angerer Fatmire Bajramaj Melanie Behringer Linda Bresonik Annike Krahn Simone Laudehr Anja Mittag Célia Okoyino da Mbabi Babett Peter Sandra Smisek                                                                   |
| 2012   | Verenigde Staten Christie Pearce-Rampone (3-1-0) Shannon Boxx (3-0-0) Heather Mitts (3-0-0) Heather O'Reilly (3-0-0) Rachel Buehler (2-0-0) Lauren Cheney (2-0-0) Tobin Heath (2-0-0) Carli Lloyd (2-0-0) Amy Rodriguez (2-0-0) Hope Solo (2-0-0) Abby Wambach (2-0-0) Nicole Barnhart Amy LePeilbet Sydney Leroux Alex Morgan Kelley O'Hara Megan Rapinoe Becky Sauerbrunn                                                              | Japan Kozue Ando Miho Fukumoto Mana Iwabuchi Azusa Iwashimizu Ayumi Kaihori Nahomi Kawasumi Yukari Kinga Saki Kumagai Karina Maruyama Aya Miyama Yūki Ōgimi Shinobu Ohno Mizuho Sakaguchi Aya Sameshima Homare Sawa Megumi Takase Asuna Tanaka Kyoko Yano | Canada Melanie Booth Candace Chapman Jonelle Filigno Robyn Gayle Kaylyn Kyle Karina LeBlanc Diana Matheson Erin McLeod Carmelina Moscato Marie-Eve Nault Kelly Parker Sophie Schmidt Desiree Scott Lauren Sesselmann Christine Sinclair Chelsea Stewart Melissa Tancredi Brittany Timko Rhian Wilkinson Emily Zurrer                                                               |
| 2016   | Duitsland Melanie Behringer (1-0-1) Simone Laudehr (1-0-1) Anja Mittag (1-0-1) Babett Peter (1-0-1) Saskia Bartusiak Sara Däbritz Lena Goeßling Josephine Henning Svenja Huth Mandy Islacker Tabea Kemme Isabel Kerschowski Annike Krahn Melanie Leupolz Leonie Maier Dzsenifer Marozsán Alexandra Popp Almuth Schult | Zweden Jonna Andersson Emilia Appelqvist Kosovare Asllani Emma Berglund Stina Blackstenius Hilda Carlén Lisa Dahlkvist Magdalena Ericsson Nilla Fischer Sofia Jakobsson Hedvig Lindahl Fridolina Rolfö Elin Rubensson Jessica Samuelsson Lotta Schelin Olivia Schough Caroline Seger Linda Sembrant | Canada Diana Matheson (0-0-2) Sophie Schmidt (0-0-2) Desiree Scott (0-0-2) Christine Sinclair (0-0-2) Melissa Tancredi (0-0-2) Rhian Wilkinson (0-0-2) Janine Beckie Josée Bélanger Kadeisha Buchanan Allysha Chapman Sabrina D'Angelo Jessie Fleming Stephanie Labbé Ashley Lawrence Nichelle Prince Rebecca Quinn Deanne Rose Shelina Zadorsky                                   |
| 2020   | Canada Sophie Schmidt (1-0-2) Desiree Scott (1-0-2) Christine Sinclair (1-0-2) Janine Beckie (1-0-1) Kadeisha Buchanan (1-0-1) Allysha Chapman (1-0-1) Jessie Fleming (1-0-1) Stephanie Labbé (1-0-1) Ashley Lawrence (1-0-1) Erin McLeod (1-0-1) Nichelle Prince (1-0-1) Quinn (1-0-1) Deanne Rose (1-0-1) Shelina Zadorsky (1-0-1) Vanessa Gilles Julia Grosso Jordyn Huitema Adriana Leon Jayde Riviere Kailen Sheridan Évelyne Viens | Zweden Jonna Andersson (0-2-0) Kosovare Asllani (0-2-0) Stina Blackstenius (0-2-0) Magdalena Eriksson (0-2-0) Sofia Jakobsson (0-2-0) Hedvig Lindahl (0-2-0) Fridolina Rolfö (0-2-0) Olivia Schough (0-2-0) Caroline Seger (0-2-0) Filippa Angeldal Anna Anvegård Hanna Bennison Nathalie Björn Rebecka Blomqvist Jennifer Falk Hanna Glas Lina Hurtig Amanda Ilestedt Madelen Janogy Emma Kullberg Julia Roddar Zećira Mušović                                                                    | Verenigde Staten Tobin Heath (2-0-1) Carli Lloyd (2-0-1) Alex Morgan (1-0-1) Kelley O'Hara (1-0-1) Megan Rapinoe (1-0-1) Becky Sauerbrunn (1-0-1) Jane Campbell Abby Dahlkemper Tierna Davidson Crystal Dunn Julie Ertz Adrianna Franch Lindsey Horan Casey Krueger Rose Lavelle Catarina Macario Kristie Mewis Sam Mewis Alyssa Naeher Christen Press Emily Sonnett Lynn Williams |
| 2024   | Verenigde Staten Tierna Davidson (1-0-1) Crystal Dunn (1-0-1) Lindsey Horan (1-0-1) Casey Krueger (1-0-1) Rose Lavelle (1-0-1) Alyssa Naeher (1-0-1) Emily Sonnett (1-0-1) Lynn Williams (1-0-1) Korbin Albert Croix Bethune Sam Coffey Emily Fox Naomi Girma Casey Murphy Jenna Nighswonger Trinity Rodman Emily Sams Jaedyn Shaw Sophia Smith Mallory Swanson                                                                          | Brazilië Marta Vieira da Silva (0-3-0) Yasmim Assis Ribeiro Tainá Suelen Borges de Oliveira Tamires Cássia Dias de Britto Ludmila da Silva Thaís Cristina da Silva Ferreira Jheniffer da Silva Cordinali Gouveia Antônia Ronnycleide da Costa Silva Lorena da Silva Leite Tarciane Karen dos Santos de Lima Kerolin Nicoli Israel Ferraz Gabrielle Jordão Portilho Ana Vitória Angélica Kliemaschewsk de Araújo Adriana Leal da Silva Gabi Nunes da Silva Duda Sampaio Rafaelle Souza Vitória Yaya | Duitsland Alexandra Popp (1-0-1) Nicole Anyomi Ann-Katrin Berger Jule Brand Klara Bühl Sara Doorsoun Vivien Endemann Laura Freigang Merle Frohms Giulia Gwinn Marina Hegering Kathrin Hendrich Sarai Linder Sydney Lohmann Janina Minge Sjoeke Nüsken Felicitas Rauch Lea Schüller Bibiane Schulze Elisa Senß                                                                      |

| Land | Goud | Zilver | Brons |
| ---- | ---- | ------ | ----- |
| USA  | 5    | 1      | 1     |
| GER  | 1    | 0      | 4     |
| CAN  | 1    | 0      | 2     |
| NOR  | 1    | 0      | 1     |
| BRA  | 0    | 3      | 0     |
| SWE  | 0    | 2      | 0     |
| CHN  | 0    | 1      | 0     |
| JPN  | 0    | 1      | 0     |

Parijs 1900 · 
St. Louis 1904 · 
Athene 1906 · 
Londen 1908 · 
Stockholm 1912 · 
Antwerpen 1920 · 
Parijs 1924 · 
Amsterdam 1928 · 
Berlijn 1936 · 
Londen 1948 · 
Helsinki 1952 · 
Melbourne 1956 · 
Rome 1960 · 
Tokio 1964 · 
Mexico-Stad 1968 · 
München 1972 · 
Montréal 1976 · 
Moskou 1980 · 
Los Angeles 1984 · 
Seoel 1988 · 
Barcelona 1992 · 
Atlanta 1996 · 
Sydney 2000 · 
Athene 2004 · 
Peking 2008 · 
Londen 2012 · 
Rio de Janeiro 2016 ·
Tokio 2020 ·
Parijs 2024 ·
Los Angeles 2028

Medaillewinnaars